# Dermestes caninus
Dermestes caninus är en skalbaggsart som beskrevs av Ernst Friedrich Germar 1824. Dermestes caninus ingår i släktet Dermestes och familjen ängrar. Inga underarter finns listade i Catalogue of Life.